# Jeannine Gmelin
Jeannine Gmelin (Uster, 20 de junho de 1990) é uma remadora suíça.

## Carreira
Gmelin competiu nos Jogos Olímpicos de 2016, no Rio de Janeiro, onde disputou a prova do skiff simples e finalizou em quinto lugar na final A.